# Ahmad al-Maqrîzî
 (octobre 2017).
Ahmad al-Maqrīzī (arabe : أحمد المقريزي) est un historien égyptien né en 1364 au Caire et mort en 1442 au Caire.
Il est considéré comme l'un des auteurs les plus importants de l'historiographie égyptienne. L'historien et spécialiste de l'Islam médiéval Gabriel Martinez-Gros le qualifie à ce titre "d'historien par excellence de l'Égypte".
Son œuvre traite de l'histoire égyptienne depuis la conquête arabe au VIIe siècle jusqu'à la période mamelouke dont il fut un  contemporain.

## Biographie
Le nom al-Maqrīzī fait référence au faubourg de Baalbek (Liban) nommé Makrīz, d'où étaient originaires ses grands-parents paternels. Aussi Taqi al-Din était tantôt appelé Maqrīzī, tantôt Ibn al-Maqrīzī, c'est-à-dire fils de Maqrīzī. Il naquit au Caire entre l'an 1358 et 1368. Sa famille prétendait, à ce qu'il paraît, descendre d'Ali, par la branche qui a donné le jour aux khalifes fatimides.
Il fit ses études au Caire, et suivit de prime abord  les opinions de l'école juridique hanéfite. Mais  il l'abandonna au profit des opinions  de l'école juridique chaféite  à laquelle son nom reste  attaché. Il aurait étudié auprès d'Ibn Khaldun. Il aurait également fréquenté l'émérite jurisconsulte et savant du hadith Ibn Hajar al-Asqalani avec qui il se serait lié d'amitié.
Makrizi, se livrant avec ardeur à l'étude, acquit de bonne heure de vastes connaissances, et contracta un goût très vif pour une vie retirée, il s'occupa ainsi jusqu'à la fin de sa vie, à écrire et à composer des ouvrages nombreux et presque tous historiques.
Cependant, il fut, à plusieurs reprises, chargé de la fonction de Muhtasib ou commissaire de police (shurṭa) du Caire, et exerça divers autres emplois relatifs à la religion. On lui offrit la place de Cadi de Damas (Syrie) mais il la refusa.
Il meurt au mois de février 1445 ; il aura vécu près de 80 ans.

## Œuvres
Al Maqrizi fut un auteur prolifique, ces ouvrages attestent la variété de ses connaissances, et son goût pour les recherches d'antiquités. la plupart et les plus importants concernent l'histoire de l'Égypte. 

Parmi ses ouvrages:
- Sa description historique et topographique de l'Égypte : Exhortations et explications sur la topographie et les monuments anciens, connue sous le nom de Khitât.
- Son traité des monnaies musulmanes.
- Son histoire des sultans ayyoubites et mamlouks. Lire en ligne Volume1 Lire en ligne Volume2
- traité des poids et des mesures légales des musulmans.